# Damian Johann Philipp von Sickingen

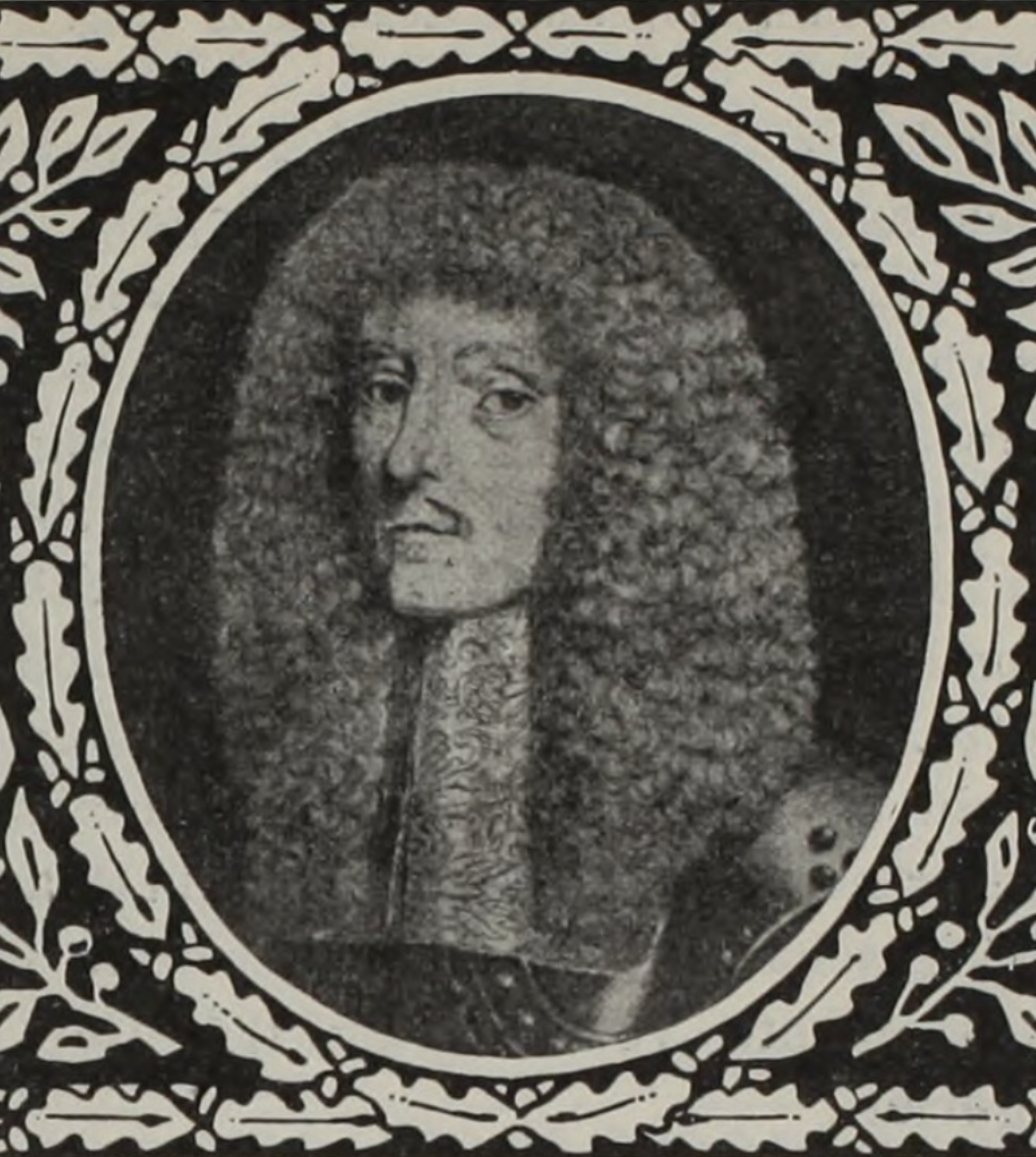
Damian Johann Philipp Freiherr von Sickingen

Damian Johann Philipp Freiherr von Sickingen (* 1665; † 1. Juli 1730) war ein österreichischer General (Feldmarschall).

## Leben
Damian Johann Philipp von Sickingen stammte aus der deutschen Adelsfamilie von Sickingen. Er war der Sohn des Freiherrn und kaiserlichen Kämmerers Franz von Sickingen (1629–1715), seine Mutter war Anna Margarethe von Metternich-Winneburg und Beilstein, eine Schwester des Mainzer Erzbischofs Karl Heinrich von Metternich-Winneburg (1622–1679).
Ursprünglich war er für eine kirchliche Laufbahn bestimmt und wurde am 8. Februar 1680 Domherr, doch während des Pfälzischen Erbfolgekrieges 1689 resignierte er zugunsten seines Bruders und schloss sich der kaiserlich-österreichischen Armee an. Er zeichnete sich auch im Spanischen Erbfolgekrieg aus. Am 20. Oktober 1704 wurde er Inhaber des Infanterieregiments No. 57. Am 12. April 1705 wurde er zum Generalfeldwachtmeister, am 14. April 1708 zum Feldmarschallleutnant befördert. 1713 übergab er sein Infanterie-Regiment an den neuen Inhaber Hannibal von Wellenstein. Stattdessen erhielt er das Infanterieregiment No. 18. Am 15. Juni 1716 wurde er zum Feldzeugmeister befördert und musste sein Regiment an den Oberst Nesselrode abgeben. Das Ende seiner Karriere verbrachte er als langjähriger Provinzkommandant und Gouverneur in Böhmen (1716–1730). Am 18. Oktober 1723 wurde er anlässlich der Krönung Karls VI. vom böhmischen König zum kaiserlichen Feldmarschall befördert. Er war auch Hofrat, Kammerherr und Mitglied des Wiener Hofkriegsrats.
Er war mit der Freiin Maria Franziska von Casnedi verheiratet. Die Ehe blieb kinderlos.